# Exaile
Exaile är en fri mediaspelare för Unixliknande operativsystem som siktar på att bli lik KDE:s mediaspelare Amarok, men baserad på GTK+ istället för Qt som Amarok använder. Den är skriven i pygtk (tidigare wxPython). Den använder också Gstreamer-plattformen för uppspelning, och Mutagen-biblioteket för att läsa och skriva låtarnas metadata. En felrättning som gör att Exaile fungerar i Windows finns redan, men officiell portning genom att använda gtk+ och gstreamer i Windows är för närvarande under utveckling.

## Funktioner
Exaile har många funktioner som Amarok har, bland annat:
- Automatisk hämtning av albumbilder
- Hantering av stora musikbibliotek
- Hämtning av låttexter
- Album- och artistinformation via Wikipedia
- last.fm-stöd (både genom audioscrobbler och genom att hitta information om liknande låtar)
- Frivilligt Ipod-stöd
- Inbyggt Shoutcast
- Tabbar till spellistorna
- Svartlistning av låtarna i ett musikbibliotek